# Montereau, Loiret

Montereau este o comună în departamentul Loiret din centrul Franței. În 1 ianuarie 2022 avea o populație de 644 de locuitori.